# Чугуївський м'ясокомбінат
ТОВ «Чугу́ївський м'ясокомбіна́т» — підприємство харчової промисловості. Розташовано у місті Чугуїв Харківської області. Асортимент продукції підприємства нараховує 127 найменувань ковбасних виробів.

## Історія
Чугуївський м'ясокомбінат був заснований у 1937 році. Це було досить невелике підприємство, яке швидше нагадувало м'ясний цех. Під час другої світової війни підприємство було зруйноване. Відновили завод лише у 50-ті роки.
У 1987 році підприємство припинило вироблення продукції, а у 1991 році воно було визнано банкрутом.
У 2003 році у підприємства з'явилися нові власники і, незважаючи на повну руйнацію заводу та важкі бюрократичні процедури, змогли відновити його.
9 січня 2006 року була відкрита перша черга відновленого заводу. Виробництво на заводі повністю автоматизоване. На підприємстві збудований ковбасний цех, холодильник на 600 тон м'яса. Будується друга черга.